# Filozofická fakulta Jihočeské univerzity
Filozofická fakulta Jihočeské univerzity je jedna z osmi fakult Jihočeské univerzity. Založena byla v roce 2006.
Filozofická fakulta Jihočeské univerzity v Českých Budějovicích byla zřízena k 1. lednu 2006. Jejím krystalizačním jádrem se stal Historický ústav JU, který existoval od roku 2003 jako samostatné vědecké a pedagogické pracoviště v rámci univerzity. K němu se v první fázi přičlenila část Katedry bohemistiky Pedagogické fakulty JU. Na nově zřízenou fakultu byly převedeny akreditace všech studijních oborů Historického ústavu JU a neučitelských studijních oborů, jejichž studenty připravovala Katedra bohemistiky PF JU.
Součástmi fakulty jsou Archeologický ústav, Historický ústav, Ústav archivnictví a pomocných věd historických, Ústav bohemistiky, Ústav věd o umění a kultuře, Ústav romanistiky, Ústav česko-německých areálových studií a germanistiky a Ústav anglistiky.
Na fakultě lze studovat v historických a filologických oborech a v oborech estetika a dějiny umění, a to v bakalářském, magisterském a doktorském stupni. Na některých ústavech fakulty lze konat i rigorózní řízení (udělení titulu PhDr.) nebo habilitační řízení (udělení titulu doc.). 
Na fakultě existují dva vědecké týmy zaměřující se na dějiny novější české literatury v nadnárodních kontextech a dějiny společnosti českých zemí v raném novověku. Pracovníci Filozofické fakulty JU pravidelně publikují své studie v domácích i zahraničních časopisech a sbornících a jsou autory řady monografií. Historický ústav FF JU vydává vlastní ediční řady Opera historica, Monographia historica a Prameny k českým dějinám v 16.–18. století.
Vědecké a pedagogické kontakty orientované především na středoevropský prostor, ale i na Francii, Itálii či USA, umožňují studentům absolvovat část studia v zahraničí.